# Suarurito
Suarurito ist eine Ortschaft im Departamento Tarija im südamerikanischen Andenstaat Bolivien.

## Lage
Suarurito liegt in der Provinz Burnet O’Connor und ist der viertgrößte Ort im Cantón Tapurayo im Municipio Entre Ríos. Suarurito liegt auf einer Höhe von 702 m am linken, westlichen Ufer des Río Suaruro, der hier in nördlicher Richtung fließt und 23 Kilometer flussabwärts in den Río Pilcomayo fließt.

## Geographie
Suarurito liegt in der bolivianischen Cordillera Oriental im Übergangsgebiet zwischen dem bolivianischen Altiplano und dem dünn besiedelten Gran Chaco im Tiefland. Das Klima ist subtropisch und durch einen deutlichen Gegensatz zwischen Trockenzeit und Regenzeit gekennzeichnet.
Die jährliche Niederschlagssumme beträgt 800 mm (siehe Klimadiagramm Entre Ríos), die Monate Mai bis Oktober sind arid mit Monatsniederschlägen von weniger als 15 mm, die Sommermonate von Dezember bis März weisen NMonatswerte zwischen 100 und 160 mm auf. Die durchschnittliche Jahrestemperatur für Entre Ríos beträgt 21,5 °C die Monatstemperaturen schwanken zwischen 16 °C im Juni und 25 °C im Januar.

## Verkehrsnetz
Suarurito liegt in einer Entfernung von 158 Straßenkilometern östlich von Tarija, der Hauptstadt des Departamentos.
Durch Tarija verläuft in Nord-Süd-Richtung die Nationalstraße Ruta 1, die das bolivianische Hochland von Norden nach Süden durchquert und von Desaguadero an der Grenze zu Peru über die Metropolen El Alto, Oruro und Potosí nach Tarija führt, und von dort weiter nach Bermejo an der Grenze zu Argentinien.
Acht Kilometer südöstlich des Stadtzentrums von Tarija zweigt die Nationalstraße Ruta 11 in östlicher Richtung von der Ruta 1 ab und führt über Junacas Sur und Canaletas nach Entre Ríos und weiter über El Pajonal und Sereré Norte nach Villamontes und schließlich nach Cañada Oruro an der Grenze zu Paraguay.
Siebzehn Kilometer hinter Sereré Norte zweigt von der Ruta 11 nach einer Rechtskurve eine Nebenstraße nach Norden in das achtzehn Kilometer entfernte Suarurito ab, außerdem nach Südosten eine Nebenstraße in das vierzehn  Kilometer entfernte Suaruro. 

## Bevölkerung
Die Einwohnerzahl der Ortschaft ist in dem Jahrzehnt zwischen den beiden letzten Volkszählungen um mehr als ein Drittel angestiegen:
| Jahr | Einwohner         | Quelle       |
| ---- | ----------------- | ------------ |
| 1992 | keine Detaildaten | Volkszählung |
| 2001 | 221               | Volkszählung |
| 2012 | 305               | Volkszählung |
| 2024 |                   | Volkszählung |

Die Region um Entre Ríos herum ist heute noch eines der Kerngebiete des Guaraní-Volkes, das seit Jahrtausenden das Paraná-Becken besiedelt.